# Bungenstraße
Bungenstraße ist eine Hofschaft in der Stadt Leichlingen (Rheinland) im Rheinisch-Bergischen Kreis.

## Lage und Beschreibung
Bungenstraße liegt an der Landesstraße L288, die in diesem Abschnitt auch Bungenstraße heißt, am nordwestlichen Rand von Leichlingen an der Stadtgrenze zu Solingen und Langenfeld (Rheinland) nördlich des größeren Nachbarorts Ziegwebersberg. Westlich von Bungenstraße erheben sich mit dem Wenzelnberg und dem Spürklenberg zwei der früher zahlreichen Leichlinger Sandberge, die nicht für den Sandabbau abgetragen wurden. Bei dem Ort befindet sich auf der anderen Straßenseite das Naturschutzgebiet Wald bei Müllerhof. Weitere Nachbarorte sind Müllerhof auf Leichlinger Stadtgebiet, Rupelrath mit der Kapelle St. Reinoldi, Holzkamp, Linde und Hütte auf Solinger und Gravenberg auf Langerfelder Stadtgebiet. 
Die Fachwerkhofanlage mit der postalischen Anschrift Bungenstraße 26/27 besteht aus einem zweigeschossigen, 1756 errichteten Fachwerkhof mit Krüppelwalmdach und einem um 1800 errichteten zweigeschossigen Arbeiterwohnhaus in Fachwerkbauweise und steht unter Denkmalschutz.

## Geschichte
Bungenstraße wurde aufgrund der Lage an der Sandstraße, einer Altstraße von Aufderhöhe nach Opladen (die heutige Landesstraße L288), benannt. Die Karte Topographia Ducatus Montani aus dem Jahre 1715 zeigt einen Hof unter dem Namen Poggestrat. Im 18. Jahrhundert gehörte der Ort zum Kirchspiel Leichlingen im bergischen Amt Miselohe. Die Topographische Aufnahme der Rheinlande von 1824 zeigt den Ort unbeschriftet und die Preußische Uraufnahme von 1844 verzeichnet ihn als Bungenstrass, ebenso die Leichlinger Gemeindekarte von 1830.
1815/16 lebten neun Einwohner im Ort. 1832 gehörte Bungenstraße der Bürgermeisterei Leichlingen an. Der laut der Statistik und Topographie des Regierungsbezirks Düsseldorf als Hofstadt kategorisierte Ort besaß zu dieser Zeit zwei Wohnhäuser und zwei landwirtschaftliche Gebäude. Zu dieser Zeit lebten acht Einwohner im Ort, allesamt evangelischen Glaubens.
Im Gemeindelexikon für die Provinz Rheinland werden 1885 zwei Wohnhäuser mit neun Einwohnern angegeben. 1895 besitzt der Ort zwei Wohnhäuser mit elf Einwohnern, 1905 zwei Wohnhäuser und neun Einwohner.